# Okres Hódmezővásárhely
Okres Hódmezővásárhely (maďarsky Hódmezővásárhelyi járás) je okres v jižním Maďarsku v župě Csongrád-Csanád. Jeho správním centrem je město Hódmezővásárhely.

## Sídla
- Hódmezővásárhely
- Mártély
- Mindszent
- Székkutas